# Lenor Džejkobson
Lenora Džejkobson je rođena 4. marta 1922. godine, a umrla je  8. januara 2010. godine. Bila je direktor osnovne škole Unified School District u San Francisku 1963. godine, kada je započela prepisku sa psihologom sa Hardvarda, Robertom Rosentalom, što je dovelo do uticaja na istraživanja efekta Pigmalion. Magistrirala je 1951. godine na Kalifornijskom univerzitetu Sakramento. Nakon objavljivanja Rozentalovog članka u novinama American Scientists o uticaju očekivanja i istraživanja na njihove subjekte u psihološkim eksperimentima, u kojem je spomenuo da samoispunjujuće proročanstvo može biti i na poslu između nastavnika i učenika, Džejkobson je ponudila Rosentalu pomoć u prethodno navedenom istraživanju. Eksperimentalni dizajn za ovo istraživanje završen je kada su se sastali u San Francisku 1964. godine.  Nalazi sa ovog istraživanja objavljeni su u Psychological Reports-u 1966. godine. Ovo je dovelo do zvaničnog objavljivanja  njihovog rada kao  Pigmalion u učionici (Pigmalion in the classroom) 1968. godine. Sedam godina kasnije, Lenora Džejkobson i Paul Insel objavljuju „Šta očekujete?” (What do you expect?), ispitivanje o samoispunjujućem proročanstvu (Kalifornija, 1975).

## Literatura
- Rosenthal, Robert; Jacobson, Lenore (1966). Teachers` Expectancies: Determinants Of Pupils` IQ Gains (PDF). Southern Univversities Press.
- Robert Rosenthal, The Pygmalion Effect and its Mediating Mechanisms in  Improving Academic Achievement: Impact of Psychological Factors on Education ed. Joshua Aronson (2002)
- Teachers’ Expectancies
- Library catalogs
- Science, 1963, 8, 183-189. Rosenthal, R., & Lawson, R. A longitudinal study of the effects of experimenter bias on the operant learning of laboratory rats. Journal of Psychiatric Research, 1964, 2, 61-72.
- Rosenthal, R., Jacobson, L.,(1966).Teacher’s Expectancies:Determinants od Pupil’s IQ Gains. Psychological Reports, 19(1), 115-118.